# 無矛盾歴史
量子力学において無矛盾歴史（英語：consistent histories）のアプローチは、現代的な量子力学の解釈を与え、従来のコペンハーゲン解釈を一般化し、量子宇宙論の自然な解釈を提供することを目的としている。一貫した歴史、整合的歴史、デコヒーレンス歴史（decoherent histories）とも呼ばれる。この量子力学の解釈は無矛盾基準に基づいており、これにより系の代替の歴史に確率が割り当てられ、各歴史の確率がシュレーディンガー方程式と矛盾を起こさず古典的な確率法則に従う。量子力学のいくつかの解釈、特にコペンハーゲン解釈とは対照的に、枠組みに物理過程の関連する説明として「波動関数の収縮」が含まれておらず、測定理論は量子力学の基本的要素ではないことを強調している。

## 歴史
同質歴史(homogeneous history){\displaystyle H_{i}}（ここで {\displaystyle i} は異なる歴史を示す）は異なる瞬間{\displaystyle t_{i,j}}（ここで{\displaystyle j}は時間を示す）で指定された命題 {\displaystyle P_{i,j}} の連鎖である。これは
{\displaystyle H_{i}=(P_{i,1},P_{i,2},\ldots ,P_{i,n_{i}})}
と書き、「命題 {\displaystyle P_{i,1}} は{\displaystyle t_{i,1}}で真であり、そして命題 {\displaystyle P_{i,2}} は{\displaystyle t_{i,2}}で真であり、そして{\displaystyle \ldots }」と読むことができる。時間{\displaystyle t_{i,1}<t_{i,2}<\ldots <t_{i,n_{i}}}は厳密な順序があり、歴史の時間的支持(temporal support)と呼ばれる。
非同質歴史(inhomogeneous history)は、同質歴史では表現できない複数時間の命題である。例えば、2つの同質歴史の論理OR {\displaystyle H_{i}\lor H_{j}}である。
これらの命題は全ての可能性を含むあらゆる質問に対応することができる。例えば、「電子が左のスリットを通過した」、「電子が右のスリットを通過した」、「電子がどちらのスリットも通過しなかった」という3つの命題が考えられる。理論の目的の1つは「私の鍵はどこにあるのか？」などの一貫性のある古典的な質問を示すことである。この場合、それぞれ小さな空間領域で鍵の位置を指定する多数の命題を使うと考えられる。
それぞれの単時間命題 {\displaystyle P_{i,j}} は系のヒルベルト空間に作用する射影作用素 {\displaystyle {\hat {P}}_{i,j}} で表すことができる（作用素であることを表すためハットを用いる）。そして、単時間の射影作用素の時間順の積により同質歴史を表すのが有用である。これはChristopher Ishamにより開発された歴史射影作用素(history projection operator, HPO)形式であり、自然に歴史命題の論理構造をエンコードする。

## 無矛盾性
無矛盾歴史のアプローチの重要な構成は、同質歴史に対するクラス作用素である。
{\displaystyle {\hat {C}}_{H_{i}}:=T\prod _{j=1}^{n_{i}}{\hat {P}}_{i,j}(t_{i,j})={\hat {P}}_{i,1}{\hat {P}}_{i,2}\cdots {\hat {P}}_{i,n_{i}}}
記号 {\displaystyle T} は積の因数が{\displaystyle t_{i,j}}の値に従って時系列に並べられていることを示す。{\displaystyle t}の値が小さい「過去」の演算子は右側に表示され、{\displaystyle t}の値が大きい「未来」の演算子は左側に表示される。この定義は、非同質歴史にも拡張できる。
無矛盾歴史の中心は無矛盾性の概念である。一揃いの歴史 {\displaystyle \{H_{i}\}} は
{\displaystyle \operatorname {Tr} ({\hat {C}}_{H_{i}}\rho {\hat {C}}_{H_{j}}^{\dagger })=0}
(for all {\displaystyle i\neq j})である場合、無矛盾（あるいは強く無矛盾）である。ここで {\displaystyle \rho } は初期密度行列を表し、演算子はハイゼンベルク描像で表される。
{\displaystyle \operatorname {Tr} ({\hat {C}}_{H_{i}}\rho {\hat {C}}_{H_{j}}^{\dagger })\approx 0}
(for all {\displaystyle i\neq j})である場合は、弱く無矛盾となる。

## 確率
一揃いの歴史が無矛盾である場合、確率を無矛盾な方法で割り当てることができる。歴史 {\displaystyle H_{i}} が同じ（強く）無矛盾な一揃いの歴史に由来する場合、歴史 {\displaystyle H_{i}} の確率を単に
{\displaystyle \operatorname {Pr} (H_{i})=\operatorname {Tr} ({\hat {C}}_{H_{i}}\rho {\hat {C}}_{H_{i}}^{\dagger })}
と確率の公理に従うと仮定する。
例としては、このことは"{\displaystyle H_{i}} OR {\displaystyle H_{j}}"の確率は、"{\displaystyle H_{i}}"の確率+"{\displaystyle H_{j}}"の確率-"{\displaystyle H_{i}} AND {\displaystyle H_{j}}"の確率であることなどを意味する。

## 解釈
無矛盾歴史に基づく解釈は、量子デコヒーレンスに関する洞察と組み合わせて使われる。量子デコヒーレンスは、不可逆的な巨視的現象（たとえば全ての古典的な測定）が歴史を自動的に無矛盾なものにすることを暗に含んでおり、これを測定結果に適用することで古典的推論と「常識」を取り戻すことができる。デコヒーレンスをさらに正確に分析することにより、（原理的に）古典的な領域と量子的な領域の境界での定量的な計算が可能となる。Roland Omnèsによると
[the] history approach, although it was initially independent of the Copenhagen approach, is in some sense a more elaborate version of it. It has, of course, the advantage of being more precise, of including classical physics, and of providing an explicit logical framework for indisputable proofs. But, when the Copenhagen interpretation is completed by the modern results about correspondence and decoherence, it essentially amounts to the same physics.

[... There are] three main differences:
1. The logical equivalence between an empirical datum, which is a macroscopic phenomenon, and the result of a measurement, which is a quantum property, becomes clearer in the new approach, whereas it remained mostly tacit and questionable in the Copenhagen formulation.
2. There are two apparently distinct notions of probability in the new approach. One is abstract and directed toward logic, whereas the other is empirical and expresses the randomness of measurements. We need to understand their relation and why they coincide with the empirical notion entering into the Copenhagen rules.

3. The main difference lies in the meaning of the reduction rule for ‘wave packet collapse’. In the new approach, the rule is valid but no specific effect on the measured object can be held responsible for it. Decoherence in the measuring device is enough.
完全な理論を得るためには、上記の形式的な法則に、特定のヒルベルト空間とハミルトニアンなどの力学を支配する法則を加える必要がある。
ある意見では、無矛盾歴史の集合が実際に起こるかどうかについての予測は不可能であるため、これは未だ完全な理論とはならない。これは無矛盾歴史の規則であり、ヒルベルト空間、ハミルトニアンは定められた選択則で補う必要がある。しかし、グリフィスはどの歴史が「実際に起こるか」と問うことは、理論の誤った解釈であるという意見を持っている。複数の歴史は、現実を説明するための道具であり、分離した異なる現実ではない。
この無矛盾歴史の解釈の支持者であるマレー・ゲルマン、ジェームズ・ハートル、ロランド・オムネス、ロバート・グリフィスなどは彼らの解釈が古いコペンハーゲン解釈の基本的な欠陥を明らかにし、量子力学の完全な解釈のフレームワークとして使うことができると主張している。
Quantum Philosophyにおいて、Roland Omnèsはこれと同じ形式主義を理解する数学的方法をあまり提供しない。無矛盾歴史のアプローチは、量子システムのどの性質を単一のフレームワークで処理できるか、どの性質を異なるフレームワークで処理しなくてはならないのか、単一のフレームワークに属しているかのように組み合わせた場合、どの性質が無意味な結果を作り出すのかを理解する方法と解釈することができる。したがって、なぜJ・S・ベルが仮定した特性を一緒に組み合わせることができるかできないのかを正式に実証することが可能になる。一方で、古典的で論理的な推論が量子実験にも適用できることを実証することも可能になったが、そのような推論がどのように適用できるのかについて数学的に正確なものになった。